# Batracomorphus numa
Batracomorphus numa är en insektsart som beskrevs av Knight 1983. Batracomorphus numa ingår i släktet Batracomorphus och familjen dvärgstritar. Inga underarter finns listade i Catalogue of Life.